# I Believe in You (альбом Долли Партон)
| Оценки критиков  | Оценки критиков |
| Источник         | Оценка          |
| ---------------- | --------------- |
| AllMusic         | [ 1 ]           |
| Drowned in Sound | [ 2 ]           |
| Renown for Sound | [ 3 ]           |
| Spill Magazine   | [ 4 ]           |

I Believe in You — сорок шестой студийный альбом американской кантри-певицы Долли Партон, выпущенный 29 сентября 2017 года на лейбле певицы Dolly Records в партнёрстве с RCA Nashville. Его продюсировали сама Партон и Paul T. Couch, Tom McBryde, Richard Dennison, Tom Rutledge.
Вся выручка от продажи альбома пойдет в пользу библиотеки Parton’s Imagination Library.

## Об альбоме
Альбом был первоначально анонсирован 5 июля 2014 года, когда был выпущен заглавный трек «I Believe in You» для бесплатной загрузки на официальном сайте Долли Партон. В пресс-релизе говорилось: «Всем семьям, получившим в подарок книги из библиотеки Imagination Library, также была представлена бесплатная загрузка песни Партон „I Believe in You“, которую она написала для Imagination Playhouse в Долливуде. Вскоре будут записаны ещё одиннадцать песен и доступны для покупки, при этом 100 процентов продаж обеспечивают долговечность существования фонда Dollywood Foundation».

## Отзывы критиков
Альбом получил положительные и умеренные отзывы музыкальной критики и интернет-изданий: AllMusic, Spill Magazine, Drowned in Sound.

## Коммерческий успех
Альбом дебютировал на 11-м месте в американском хит-параде музыки для детей Billboard Kid Albums chart и на третью неделю достиг третьего места. Он также полнялся до 20-го места в кантри-чарте Billboard Top Country Albums в третью неделю релиза с тиражом 4,800 копий. К апрелю 2018 года тираж составил 25,500 копий в США.

## Список композиций
Слова и музыка всех песен — Долли Партон.
| №                   | Название                                           | Длительность |
| ------------------- | -------------------------------------------------- | ------------ |
| 1.                  | «I Believe in You»                                 | 2:00         |
| 2.                  | «Coat of Many Colors»                              | 2:56         |
| 3.                  | «Together Forever»                                 | 2:26         |
| 4.                  | «I Am a Rainbow»                                   | 1:58         |
| 5.                  | «I'm Here»                                         | 2:27         |
| 6.                  | «A Friend Like You»                                | 1:52         |
| 7.                  | «Imagination»                                      | 2:23         |
| 8.                  | «You Can Do It»                                    | 1:53         |
| 9.                  | «Responsibility»                                   | 1:54         |
| 10.                 | «You Gotta Be»                                     | 1:54         |
| 11.                 | «Makin' Fun Ain't Funny»                           | 2:19         |
| 12.                 | «Chemo Hero»                                       | 2:09         |
| 13.                 | «Brave Little Soldier»                             | 2:34         |
| 14.                 | «A Reading of Coat of Many Colors» (бонусный трек) | 2:45         |
| Общая длительность: | Общая длительность:                                | 31:23        |

## Чарты
| Чарт (2017)                        | Высшая позиция |
| ---------------------------------- | -------------- |
| Австралия (ARIA)                   | 80             |
| Шотландия (Scottish Albums Chart)  | 90             |
| США (Billboard 200)                | 173            |
| США (Billboard Top Country Albums) | 20             |
| США (Kid Albums, Billboard)        | 3              |